# Hjortösläkten
Hjortösläkten eller Ulfsparre till Hjortö bestod av Ivar Christersson Ulfsparre till Hjortö (1565-död före oktober 1632) vilken introducerades 1625 på nummer 112 och närvarade vid 1627 års riksdag. Hovjunkare hos hertig Karl av Södermanland 1587. Slottsfogde på Borgholm och Öland 1597-1598. Avsatt av konung Sigismund. Ståthållare på Borgholms slott 1600–1603. Ståthållare på Pernau 1604. Hövitsman över K.M:ts drabanter 1609. I slottsloven på Kalmar s.å. Hovmästare hos hertig Karl Filip 1611. Fältproviantmästare samma år. Ståthållare i Nöteborgs län 1614. Avsked därifrån 1618. Ståthållare på Kalmar slott 1621. I slottsloven på Borgholms slott 1622 och åter ståthållare på Kalmar 1623.
Han var son till Christer Larsson Ulfsparre till Hjortö (1530- ca 1580) och Christina Ulfsdotter Soop. Gift med Anna Eriksdotter Sabelstierna. Han avled före oktober 1632, och slöt själv sin ätt på svärdssidan. 